# Droit de relief
Le relief, en France au Moyen Âge et sous l'Ancien Régime, est un droit seigneurial sur les mutations de propriétés nobles ou roturières.

## Présentation
Le droit de relief doit être payé au seigneur dominant si la mutation n'est pas due à une succession en ligne directe ou à une vente. Le montant représentait une année de revenu du bien.
L'acapte est due en cas de succession en ligne directe.
Les héritiers en ligne directe sont en général exemptés et à partir du XIIe siècle en France les fiefs deviennent des biens patrimoniaux.
Il est fait référence au droit de relief dans les textes fondateurs du Royaume-Uni, notamment the Charter of Liberties, ou Charte des Libertés écrite en latin par Henri I Beauclerc en 1100:
if ani eerl, oþer baron, oþer ani oþer þat holde of hus in chief bi seruice of kniȝt, deie, and wan he deith his heir be of plener age ant sulle helde relief, brouke wel his heritage bi þe holde relief (OED) 
"Si l'un de mes barons, un comte ou l'un de mes autres tenanciers meurt, son héritier ne rachètera pas sa terre, comme c'était l'usage à l'époque de mon frère, mais il sera relevé par un juste et légal relief."